# بني معطي (أولاد الزيرك)
بني معطي هو دُوَّار يقع بجماعة أولاد امحمد، إقليم سطات، جهة الدار البيضاء سطات في المملكة المغربية. ينتمي الدوّار لمشيخة أولاد الزيرك التي تضم 11 دوار. يقدر عدد سكانه بـ 1094 نسمة حسب الإحصاء الرسمي للسكان والسكنى لسنة 2004.

## روابط خارجية
- البوابة الوطنية للجماعات الترابية نسخة محفوظة 12 مارس 2018 على موقع واي باك مشين.
- المندوبية السامية للتخطيط